# Kelapa Indah
Kelapa Indah is een bestuurslaag in het regentschap Tangerang van de provincie Banten, Indonesië. Kelapa Indah telt 11.249 inwoners (volkstelling 2010).